# Ajlun
Ajlun (arabsko: عجلون, 'Ajlūn)  je glavno mesto guvernata Ajloun, gričevnato mesto na severu Jordanije, ki leži 76 kilometrov severozahodno od Amana. Znano je po svojih impresivnih ruševinah gradu Ajlun iz 12. stoletja.
Guvernat Ajlun ima preko 190.200 prebivalcev, razširjenih v 27 vaseh in mestih na površini približno 420 km². Prebivalstvo večinoma sestavljajo naslednja muslimanska plemena: Al-Qudah (AlQudah), Al-Share, Al-Zghoul, Al-Momani, Al-Smadi, Al-Shwayyat, Al-Freihat, Al-Khatatbah, Alnawateer, Al- Karraz in drugi. Rabadi, Haddad, Iwais, Eisouh in Muqattash (ki je bil odcepljen od Rabada) so glavna avtohtona krščanska plemena v Ajlunu. Čeprav so kristjani manjšina v celotnem governoratu, v mestu Ajlun tvorijo približno več kot polovico prebivalstva; večina kristjanov prebiva v mestu Ajlun skupaj z muslimani plemena Al Smadi. Druga plemena so razdeljena po drugih okrožjih governorata. Governorat Ajlun ima v nacionalnem parlamentu štiri sedeže, od katerih je eden namenjen avtohtoni krščanski manjšini.

## Zgodovina
Obstaja teorija, da je ime mesta povezano z moabitskim kraljem Eglonom, omenjenim v Svetem pismu, čeprav je natančna izpeljava nejasna.
Tu je cesar Hadrijan ostal pozimi leta 129–30 in zgradil slavolok izven mesta in pustil nepovezane strani, da bi se bodoče mestno obzidje lahko navezalo z njim.
Grad Ajlun stoji na mestu starega samostana. Leta 1184 ga je obnovil kot utrdbo, Izz al Din Din Usama, general Saladinove vojske. Grad je nadzoroval promet po cesti, ki je povezovala Damask in Egipt. Trdnjava je najbolj oddaljena meja frankovskih vpadov med križarskimi vojnami. Mameluki so gradu dodali viden stolp. Mongoli so ga zajeli leta 1260 in je bil delno uničen. Veliko škodo sta naredila galilejski potres 1837 in potres v Jerihu leta 1927.

## Geografija
V središču Ajluna je Velika Ajlunova mošeja. Ta mošeja je ena najstarejših v Jordaniji in datira v približno leto 800. Ta zgradba je bila najprej bizantinska krščanska cerkev; v najstarejših delih so bila poročila v grški pisavi. Nekateri domačini molitveni stolp imenujejo 'filter' (spominja na cigaretni filter, ker je bila polovica stolpa zgrajena nad kvadratni stolp, najverjetneje cerkveni zvonik). Leta 2007 so se začela obnovitvena dela, da bi jo lahko obiskali tudi turisti. Obstajajo tudi poročila, da so januarja 2013, ko je ob močnem deževju in snegu razpadla zahodna stena, v starem delu našli Biblijo in križe.
Tell Mar Elias je tik zunaj meja mesta. Na tem mestu so tudi bizantinski cerkveni mozaiki. Ta lokacija za svetega Elijo (Mar Elias) je bila svetišče že stoletja - ljudje so hodili tja in se sprehodili po svetišču, prepevali starodavne pesmi, da bi pozdravili bolezen imenovano Rigeh. Ob takem obisku so peli ljudske pesmi. Toda pred papeževim obiskom leta 2000.
V bližini je tudi gozdni rezervat Ajlun. Celotno območje je veljalo za največje gozdnato območje na Bližnjem vzhodu, vendar so Turki to območje v veliki meri posekali, da bi zagotovili gorivo za svojo železnico do Meke.
Čudeži narave in najpomembnejša ekološka zanimivost na Bližnjem vzhodu je prostran borov gozd na  območju Ajlun-Dibbine. Domačini pogosto izkoristijo zeleno pokrajino Ajluna, da si oddahnejo od mestnega življenja in se povežejo z naravo. Ta naravni rezervat v hribovju Ajluna obsega 13 km2, tu prevladujejo odprti gozdovi, v katerih je raznolik nabor rastlinskih in živalskih vrst. V rezervatu je tudi več pohodnih poti, ob katerih je mogoče videti dramatične skalne oblike, stare vodne mline in lepe razglede.

### Podnebje
Ajlun, ima mediteransko podnebje (klimatska klasifikacija Köppen: Csa). Povprečna letna temperatura je 16,7 °C, letno pade približno 467 mm padavin.

### Topografija
Gore okrog Ajluna slovijo po bujni vegetaciji in gostih zelenih gozdovih in so dobro mesto za pohode. Najvišji gorski vrhovi dosegajo približno 1268 metrov nadmorske višine, vsako leto pa dobijo tudi nekaj snežnih neviht, običajno v zimski sezoni od decembra do marca. To je ena najlepših regij v državi. Ajlun ima sredozemsko deževno in snežno vreme v zimski sezoni in prijetno v poletnem času.

### Okrožja in metropolitanski Ajlun
V veliki občini Ajloun je pet okrožij: 
|   | okrožje         |
| - | --------------- |
| 1 | Ajlun           |
| 2 | Ain Janna       |
| 3 | Anjara          |
| 4 | ِSakhra          |
| 5 | Rawabi          |
| 6 | Khet Al-Laban   |
| 7 | Orjan Kufranjeh |

## Demografija
Po jordanskem nacionalnem popisu leta 2015 je bilo v mestu Ajlun 9.990 prebivalcev. Za celoten governorat Ajlun je bilo leta 2015 približno 176.080. Večino prebivalstva predstavljajo muslimani. Živijo ob avtohtonem krščanskem prebivalstvu. Governorat je zelo kmetijski, kot kaže distribucija prebivalstva.

## Znamenitosti
- Grad Ajlun
- Džebel Mar Elias
- Velika Ajlunova mošeja
- cerkev svetega Duha
- Svetišče Al Khadir (sv. Jurij)
- Rojstni kraj preroka Elije (pri Listibu)

## Galerija
- Gore okoli Ajluna
- Grad Ajlun
- Zajtrk v Ajlunu
- Gozd okoli Ajluna
- Središče mesta
- Velika mošeja